# Barre de mesure
Pour les articles homonymes, voir Barre.
 (février 2022).
Si vous disposez d'ouvrages ou d'articles de référence ou si vous connaissez des sites web de qualité traitant du thème abordé ici, merci de compléter l'article en donnant les références utiles à sa vérifiabilité et en les liant à la section « Notes et références ».

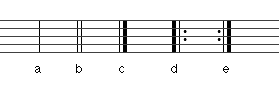
Barres de mesure
a : simple
b : double
c : fin
d : début reprise
e : fin reprise

En notation musicale, une barre de mesure est un trait vertical permettant de matérialiser sur la partition les cycles de temps que sont les mesures. En conséquence, une mesure est la période comprise entre deux barres consécutives, et le « temps fort » — ou premier temps de la mesure — est celui se trouvant immédiatement à droite de chaque barre.

## Histoire
L'origine des barres de mesure remonte à la fin du XIVe siècle, mais elles ne sont employées de manière quasiment systématique que depuis le XVIIe siècle (parmi les exceptions, voir prélude non mesuré).

## Empattement vertical
D'ordinaire, une barre de mesure s'étend verticalement entre les lignes extrêmes de chaque portée (de la première à la cinquième ligne, pour une portée habituelle), mais elle peut parfois réunir plusieurs portées, appartenant à un même instrument, une même partie, un même pupitre, etc.
- barre de mesure sur une seule portée :

- barre de mesure sur plusieurs portées :

## Différentes catégories
Une double barre est généralement utilisée pour indiquer la fin d'un morceau de musique. La deuxième ligne verticale de la double barre de fin est généralement grasse.
Il existe une autre double barre composée de deux traits fins (appelée double barre de séparation) : celle-ci a pour fonction d'attirer l'attention sur une particularité, telle que changement de partie au cours d'un morceau, changement d'armure ou de mesure.